# Saludemos la Patria orgullosos
„Saludemos la Patria orgullosos“ (deutsch: Lasst uns das Vaterland grüßen voller Stolz) ist die Nationalhymne von El Salvador. Sie wurde von Juan Aberle komponiert, der Text ist von Juan José Cañas. Erstmals gespielt wurde sie am 15. September 1879, am 13. November 1953 wurde sie zur Hymne El Salvadors erklärt.

## Text
Refrain
Saludemos la patria orgullosos
De hijos suyos podernos llamar;
Y juremos la vida animosos,
Sin descanso a su bien consagrar.
Erste Strophe
De la paz de la dicha suprema,
Siempre noble soñó El Salvador;
Fue obtenerla su eterno problema,
Conservarla es su gloria mayor.
Y con fe inquebrantable el camino
Del progreso se afana en seguir,
Por llenar su grandioso destino
Conquistarse un felíz porvenir.
La protege una férrea barrera
Contra el choque de ruín deslealtad,
Desde el día en que su alta bandera
Con su sangre escribió: ¡LIBERTAD!
Zweite Strophe
Libertad es su dogma, es su guía
Que mil veces veces logró defender;
y otras tantas, de audaz tiranía
Rechazar el odioso poder.
Dolorosa y sangrienta es su Historia
Pero excelsa y brillante a la vez;
Manantial de legítima gloria,
Gran lección de espartana altivez.
No desmaya en su innata bravura
En cada hombre hay un héroe inmortal
Que sabrá mantenerse a la altura
De su antiguo valor proverbial.
Dritte Strophe
Todos son abnegados, y fieles
Al prestigio del bélico ardor
Con que siempre segaron laureles
De la patria salvando el honor.
Respetar los derechos extraños
Dedicando su esfuerzo tenaz,
en hacer cruda guerra a la guerra:
Su ventura se encuentra en la paz.
Y en seguir esta línea se aferra
apoyarse en la recta razón
para ella, sin torpes amaños
Su invariable, más firme ambición.

## Deutsche Übersetzung
Refrain
Lasst uns das Vaterland grüßen voller Stolz,
dass wir uns seine Kinder nennen können,
und mutig lasst uns schwören, unser Leben
ohne Rast seinem Wohl zu weihen.
Erste Strophe
Von Frieden und höchstem Glück,
hat El Salvador immer edel geträumt.
Sie zu erlangen war sein ewiges Problem,
sie zu erhalten ist sein größter Ruhm.
Mit unerschütterlichem Glauben müht es sich,
dem Weg des Fortschritts zu folgen,
um sein großartiges Schicksal zu erfüllen,
sich eine glückliche Zukunft zu erobern.
Es schützt es eine feste Mauer
gegen den Todesstoß der Untreue,
seit dem Tag, als seine große Fahne
mit seinem Blut schrieb: FREIHEIT!
Zweite Strophe
Freiheit ist sein Dogma und sein Leitspruch,
die es tausend Mal verteidigen konnte,
und ebenso oft, indem es der Tyrannei
die verhasste Macht versagte.
Schmerzvoll und blutig ist seine Geschichte,
doch gleichzeitig erhaben und strahlend,
ein Quell gerechten Ruhms,
eine große Lektion in spartanischem Stolz.
Sein angeborener Mut lässt nicht nach,
in jedem Mann steckt ein unsterblicher Held,
der fähig sein wird zu erreichen
seinen alten, sprichwörtlichen Mut.
Dritte Strophe
Alle sind aufopfernd und glauben an
den Ruhm des kriegerischen Eifers,
mit dem sie stets den Lorbeer ernteten,
die Ehre des Vaterlands zu retten.
Es respektiert die Rechte anderer
und richtet seine Kräfte hartnäckig darauf,
den Krieg zu bekriegen:
Sein Glück findet es im Frieden.
Und es beharrt darauf, dieser Linie zu folgen,
gestützt auf die Vernunft.
Dem widmet es, ohne plumpe Ränke,
seinen unveränderlichen und festen Ehrgeiz.